# Nikola Yozgof‑Orbach
Nikola Yozgof‑Orbach (hebräisch ניקולא יוזגוף-אורבך; * 6. August 1984 in Zefat; † 6. August 2025 ebenda) war ein israelischer Dichter, Journalist, Forscher, promovierter Demograph, Geograph und Literaturwissenschaftler. Er lehrte an der Akademischen Hochschule Zefat und an der Akademischen Hochschule für Gesellschaft und Kunst in Netanja.
Er war Forschungsstipendiat am Herzl-Institut zur Erforschung des Zionismus und dessen Lehre.

## Leben
Yozgof‑Orbach wuchs als Sohn einer charedischen Familie in Zefat auf und trug zur Zeit seiner Kindheit den Namen Yaakov Yozgof. Er veröffentlichte vier Gedichtbände, Sachbücher, zahlreiche Aufsätze und Artikel. Mit 17 Jahren (2002) veröffentlichte er seinen ersten Gedichtband Kindern der Nacht (Verlag Saar); im folgenden Jahr (2003) folgte Der Tod der Kindheit (Verlag Barkai‑Cherikover).
In Interviews 2003 mit der Zeitung Zman Jerusalem und mit Shmulik Tiar in dessen Sendung „Tiar im Netz“ propagierte Orbach, dass die LGBT‑Gemeinschaft ein eigenes Territorium im Gebiet von Sodom erhalten solle.
Zwischen 2002 und 2004 arbeitete er als Kulturjournalist für die LGBT‑Monate »Hakéshet« und »Top Magazine«. Im Jahr 2004 war er zusammen mit Itzik Davidovich Chefredakteur der Zeitschrift »G'ora«, die jedoch vor Erscheinen der ersten Ausgabe eingestellt wurde. Außerdem übernahm er redaktionell die lokale Galiläa‑Zeitung »Chashifah LaTzfon«.
2010 erschien sein Gedichtband Jüdisch‑Arabisch bei Gvanim‑Verlag. Darin übt der Dichter scharfe Kritik an der institutionellen Behandlung von Minderheiten sowie an den gängigen Geschlechternormen in der israelischen Gesellschaft, die seiner Ansicht nach die persönliche Freiheit einschränken.
Seit 2010 war er Lyrikkritiker für die Literatur‑ und Kulturzeitschrift »Ishon 77«, in der zahlreiche seiner Kritiken und Gedichte erschienen. Weitere Veröffentlichungen fanden u. a. in den Zeitschriften »Shevu«,[^1] »Amda«, »Lyrica«, »Poam«, »Hakivun Mizrach«, »Hapnakes«, »HaMossach«, »Yehi«, »Granta«, »Masaʾaním«, »Yekod«, »Kefel« und »Bita’on Shira«, sowie in der Literaturbeilage der Zeitung »Haaretz« und in »Maʿariv«.
Im Jahr 2015 erschien sein Sachbuch Einführung in die israelische Demographie bei Gvanim.
Absolvent der Studiengänge Geschichte des jüdischen Volkes sowie Geographie und Umweltstudien (2007) an der Universität Haifa, mit Lehrbefähigung der Gordon College of Education. Seine Masterarbeit (2009) über die sozioökonomischen Charakteristika der Vertriebenen des Gazastreifens vor und nach der Räumung wurde mit dem Heiken‑Lehrstuhlpreis für die beste Masterarbeit in Geographie in Israel 2005–2010 ausgezeichnet. Seit 2010 unterrichtete er als Gastdozent am Fachbereich Geographie und Umweltwissenschaften der Universität Haifa und als Dozent in den Fachbereichen Verhaltenswissenschaften, Literatur, Musik und Kunst an der Akademischen Hochschule Zefat.
2015 wurde er Dozent im höheren Lehrkörper der Akademischen Hochschule Zefat.
Seine Dissertation (2012) untersuchte die demographischen und geo‑kommunalen Merkmale der Religionsgemeinschaft der Reformbewegung in Israel. Eine zweite Dissertation (2017) analysierte quantitativ die sozio‑chronotopen Rolle des Ganei‑Ha‑Atzmaut im modernen hebräischen Literaturkontext. In seiner Forschung befasste er sich u. a. mit den Wechselbeziehungen zwischen Literatur und Geographie, der jüdischen Gesellschaft Europas im späten 19. Jahrhundert sowie der Demographie religiöser Minderheiten.
Er lebte in Tel Aviv.

## Werke

### Lyrik
- Kindern der Nacht (Tel Aviv: Saar, 2002) (unter dem Namen Orel Orbach)
- Der Tod der Kindheit (Rischon LeZion: Barkai Books, 2003) (Orel Y. Yozgof Orbach)
- Jüdisch‑Arabisch: Gedichte (Tel Aviv: Gvanim, 2010)
- Ghetto Zefat. Gedichte. Hrsg. Yuval Gilad (Amda‑Carmel, 2019)
- Blut der Orangen. Gedichte. Ishon 77, 2020
- Fledermauslicht. Gedichte. Ishon 77, 2023
- In Dürrem Land – Sammlung seiner Werke in deutscher Übersetzung (Aphorisma Verlag, Berlin, 2025)[14]

### Sachbücher
- Lia Kohnert, Nikola Yozgof‑Orbach & Arnon Sofer: Die Charedim in Israel – Raum, Gesellschaft, Gemeinschaft, Heiken‑Lehrstuhl, 2012
- Einführung in die israelische Demographie, Tel Raviv: Gvanim, 2015
- Nikola Orbach & Meʿoz Azaryahu: Der Odessa‑Ausschuss – Zentrum zionistischer Aktivitäten in Osteuropa, Geschichte, Institutionen und Tätigkeit, Zionistische Weltorganisation, 2015
- Nikola Yozgof‑Orbach & Arnon Sofer: Zwischen Judentum und Verwüstung Galiläas: Der Fall Nazareth Illit 1956–2016, Heiken‑Lehrstuhl für Geo‑Strategie, Universität Haifa, 2016
- Nikola Yozgof‑Orbach: Die Reformbewegung in Israel, Resling Verlag, 2017
- Zwischen jüdischem Raum und zionistischer Landschaft, Resling, 2021
- Die Irrwege der hebräischen Lyrik im 21. Jahrhundert – Essays und kritische Notizen, Piyutika, 2023